# ミッキーマウスのワンダフルワールド
ミッキーマウスのワンダフルワールド（原題：The Wonderful World of Mickey Mouse）とは、アメリカのWebアニメ。アメリカと日本では2020年11月18日からDisney+で配信されている。 

## 概要
本作はミッキーマウス!の続編で、ミッキーマウスの誕生日に合わせて配信している。
シーズン2の制作が決定したことが2021年11月に報じられ、日米共に2022年2月18日に配信開始となることが2022年1月に発表された。シーズン2では季節ごとに制作・配信になるとしている。

## 登場人物
ミッキーマウス
声 - 星野貴紀、英 - クリス・ディアマントポロス
本作の主人公でやんちゃだが礼儀正しく優しい性格な為、皆から愛される人気者だがそれ故に善悪問わず周囲からも嫌気を刺すほどお節介な部分がある。本作でもプルートだけではなく、金魚のガブルスも飼っている。
ミニーマウス
声 - 遠藤綾、英 - ケイトリン・ロブロック
ミッキーのことが大好きなミッキーのガールフレンド。今作でもミッキーとはラブラブである。
プルート
声 - 宇垣秀成、英 - ビル・ファーマー
主人のミッキーを慕っているミッキーの愛犬。本作は珍しく日本の声優が起用され、小声で人の言葉を話す場面がある。
グーフィー
声 - 宮本崇弘、英 - ビル・ファーマー
ミッキーの親友でのんびり屋で温厚な犬。天然な性格が騒動を引き起こすこともしばしばある。
ドナルドダック
声 - 山寺宏一、英 - トニー・アンセルモ
ミッキーの親友で短気な性格のアヒル。不幸体質で周囲に振り回されたり、貧乏くじを引くことが多い。
デイジーダック
声 - 土井美加、英 - トレス・マクニール
ミニーの親友でドナルドのガールフレンドでもある勝ち気な性格のアヒル。本作ではドナルドと喧嘩する場面はほとんどなく、むしろ仲良くしている。
ピート
声 - 北川勝博、英 - ジム・カミングス
ミッキーの永遠の宿敵。本作もクラシック時代のように義足しており、ミッキーの子供時代から虐めていた。
ドレイク教授
声 - 沢りつお、英 - コーリー・バートン
ドナルドの叔父の科学者で今作でも発明で周囲を振り回すことがある。
クララベル・カウ
声 - エイプリル・ウィンチェル  / 福島桂子
ミニーの友達の牛でグーフィーポジションでいることが多い。

### ゲストキャラクター
モーティマー・マウス
声 - 水内清光、英 - ジェフ・ベネット
ミッキーの恋のライバルで本作はミッキーの憧れの騎士として登場しているが実際は従者の手柄を横取りしているだけの従来通りの卑怯で臆病な性格でその本性が後にバレ、ミッキーに騎士の座を奪われ、町の笑われ者になった。
ビッグ・バッド・ウルフ
声 - チョー、英 - クランシー・ブラウン
『三匹の子ぶた』に登場する ディズニー・ヴィランズで自分を無理やり改心させようとするミッキーのお節介を利用してミニーをはじめ、ドナルドやグーフィーら町の人全員を食べ、最後にミッキーを食べようとするが今まで食べた全員を吐き出され、失敗に終わる。しかし、最後の悪あがきとしてミッキーを飲み込もうとするが、ミッキーの機転で鼻に胡椒をかけられくしゃみで空高く飛び上がり、そのまま太陽に突っ込んだ。
アースラ
声 - くじら、英 - パット・キャロル
『リトル・マーメイド』に登場するディズニー・ヴィランズで本作ではピートの彼女として登場し、ピートやビーグルボーイズと共にディスコ乗っ取りを企む。

## エピソードリスト

### シーズン1
| 話数 | 邦題                           | 原題                    | 監督                   | 脚本                                                                                                 | 絵コンテ                                 |
| ---- | ------------------------------ | ----------------------- | ---------------------- | --- | ---------------------------------------- |
| 1    | 伝説のカウボーイ               | Cheese Wranglers        | エディ・トリゲロス     | ダリック・バチマン リアーナ・ディンダル クリステン・モリソン ポール・ラディッシュ エディ・トリゲロス | >クリステン・モリソン エディ・トリゲロス |
| 2    | おせっかいテクノロジー         | House of Tomorrow       | ジェイソン・レイチャー | ダリック・バチマン タラ・ビリンガー リアーナ・ディンダル ジェイソン・レイチャー ポール・ラディッシュ | タラ・ビリンガー ジェイソン・レイチャー  |
| 3    | 飲めない飲み薬                 | Hard to Swallow         | TBA                    | TBA                                                                                                  | TBA                                      |
| 4    | 心配はパパのお仕事？           | School of Fish          | TBA                    | TBA                                                                                                  | TBA                                      |
| 5    | ローラー・ディスコは止まらない | Keep on Rollin          | TBA                    | TBA                                                                                                  | TBA                                      |
| 6    | ビッグ・グッド・ウルフ         | The Big Good Wolf       | TBA                    | TBA                                                                                                  | TBA                                      |
| 7    | 勇気ある小さい家来             | The Brave Little Squire | TBA                    | TBA                                                                                                  | TBA                                      |
| 8    | 特別な普通                     | An Ordinary Date        | TBA                    | TBA                                                                                                  | TBA                                      |
| 9    | 最高のバーベキュー             | Supermarket Scramble    | TBA                    | TBA                                                                                                  | TBA                                      |
| 10   | 二人になりたい二人             | Just the Four of Us     | TBA                    | TBA                                                                                                  | TBA                                      |
| 11   | 幽霊たちのお泊まり             | Houseghosts             | TBA                    | TBA                                                                                                  | TBA                                      |
| 12   | 南の島の自然生活               | The Enchanting Hut      | TBA                    | TBA                                                                                                  | TBA                                      |
| 13   | 二人のデュエット               | Duet for Two            | TBA                    | TBA                                                                                                  | TBA                                      |
| 14   | バード・ウォッチング           | Birdwatching            | TBA                    | TBA                                                                                                  | TBA                                      |
| 15   | がんばれ! ベルボーイ!          | Bellboys                | TBA                    | TBA                                                                                                  | TBA                                      |
| 16   | ミッキーのハート               | I Heart Mickey          | TBA                    | TBA                                                                                                  | TBA                                      |
| 17   | ミッキーとミニーの宝探し       | Untold Treasures        | TBA                    | TBA                                                                                                  | TBA                                      |
| 18   | 消えたミニー                   | Disappearing Act        | TBA                    | TBA                                                                                                  | TBA                                      |
| 19   | 魔女の願い                     | Once Upon an Apple      | TBA                    | TBA                                                                                                  | TBA                                      |
| 20   | 終わらないゲーム               | Game Night              | TBA                    | TBA                                                                                                  | TBA                                      |

### シーズン2
| 話数 | 邦題                                   | 原題                                 | 監督 | 脚本 | 絵コンテ |
| ---- | -------------------------------------- | ------------------------------------ | ---- | ---- | -------- |
| 1    | ミッキーマウスのワンダフル・ウィンター | The Wonderful Winter of Mickey Mouse | TBA  | TBA  | TBA      |

## スタッフ
- エグゼクティブ・プロデューサー - ポール・ルーディッシュ
- 制作 - ディズニー・テレビジョン・アニメーション

### 吹替版スタッフ
- その他、越後屋コースケ、佐治和也、東條達也、内野孝聡、魚谷としお、多田啓太、河本邦弘、近村望実、畑中万里江、後藤光祐、細谷カズヨシ、平ますみ、吉富英治、伝坂勉、井上美咲、新田杏樹、森田了介、小田柿悠太、朝日奈丸佳、ほなみ、本間沙智子、木村隼人、鈴木琢磨、佐々木啓夫、堀総士郎、相馬幸人、江田拓寛、光延真鈴、山野史人
- ナレーター：松岡洋子
- 翻訳 - 末武明日香[6]
- 演出 - 向山宏志[6]
- 音楽演出 - 市之瀬洋一[6]
- 録音制作 - HALF H・P STUDIO[6]